# Anairetes nigrocristatus
El cachudito crestinegro (en Ecuador), torito de cresta negra (en Perú) o cachudito de Marañón (Anairetes nigrocristatus),  es una especie de ave paseriforme de la familia Tyrannidae perteneciente al género Anairetes. Es nativo de regiones andinas del centro oeste de América del Sur.

## Distribución y hábitat
Se distribuye a oriente de la cordillera de los Andes desde el extremo sur de Ecuador (sur de Loja) hasta el norte de Perú (Cajamarca hacia el sur hasta el este de Áncash y oeste de Huánuco).
Esta especie es considerada poco común en sus hábitats naturales: las áreas arbustivas y los bosques andinos (incluyendo parches de Polylepis), entre 2300 y 3900 m de altitud.

## Sistemática

### Descripción original
La especie A. nigrocristatus fue descrita por primera vez por el ornitólogo polaco Władysław Taczanowski en 1884 bajo el nombre científico Anaeretes nigrocristatus; su localidad tipo es: «Chota, Perú».

### Etimología
El nombre genérico masculino «Anairetes» deriva del griego «αναιρετης anairetēs» que significa ‘destructor’ (p. ej. tirano); y el nombre de la especie «nigrocristatus» se compone de las palabras del latín «niger»  que significa ‘negro’, y «cristatus» que significa ‘crestado’.

### Taxonomía
Anteriormente fue colocado en un género Spizitornis porque se pensaba que Anairetes estaba pre-ocupado; y también fue tratada como conespecífica con Anairetes reguloides. Es monotípica.